# Melitaea postoreithyia
Melitaea postoreithyia är en fjärilsart som beskrevs av Ruggero Verity 1929. Melitaea postoreithyia ingår i släktet Melitaea och familjen praktfjärilar. Inga underarter finns listade i Catalogue of Life.